# Киселевский сельский совет (Харьковская область)
Киселевский сельский совет — входит в состав Первомайского района Харьковской области Украины.
Административный центр сельского совета находится в селе Кисели.

## История
- 1918 — дата образования.

## Населённые пункты совета
- село Кисели
- село Каменка
- село Перерезновка

### Ликвидированные населённые пункты
- село Петропавловское